# Diodorinae
Diodorinae is een onderfamilie van weekdieren uit de klasse van de Gastropoda (slakken).

## Geslachten
- Cosmetalepas Iredale, 1924
- Diodora Gray, 1821
- Lucapina G. B. Sowerby I, 1835
- Megathura Pilsbry, 1890
- Monodilepas Finlay, 1926